# Yli-Suolijärvi
Yli-Suolijärvi är en sjö i Finland. Den ligger i kommunen Posio i landskapet Lappland, i den norra delen av landet, 700 km norr om huvudstaden Helsingfors. Yli-Suolijärvi ligger 244,7 meter över havet. Den är 18,23 meter djup. Arean är 33,08 kvadratkilometer och strandlinjen är 220,21 kilometer lång. Sjön  ingår i Kemi älvs huvudavrinningsområde. 